# Мергасов, Иван Стахеевич
Иван Стахеевич Мергасов (укр. Мергасов Іван Стахеєвич, 1710? — †?) — дворянин, известный русский архитектор XVIII века, ученик Коробова и Бланка. С 1744 года работал в Москве. Вместе с А. В. Квасовым разработал фиксационный план восстановления центральной части Глухова, которая выгорела после пожара 1748 года. Одной из наиболее выдающихся работ является Дворец Разумовского в Глухове. По состоянию на 1765 год имел чин отставного майора.

## Семья
Иван Мергасов имел брата Ф. С. Мергасова.
Жена Агриппина Петровна (род. ок. 1735). Дети: Агриппина (ок. 1758), Николай (ок. 1760), Алексей (ок. 1763), Пелагея (ок. 1764), Евсевий (родился 28 марта 1769 года в сельце Ершино).